# Юсуф, Джемиле
Джемиле Юсуф (род. 5 мая 1978, Леверкузен) — немецкий политик турецкого происхождения. Первая мусульманка — член Христианско-демократического союза, избранная в Бундестаг.

## Биография
Джемиле Юсуф родилась 5 мая 1978 года в Леверкузене в семье этнических турок из Греции, приехавших в Германию в середине 1970-х годов. Вскоре после рождения Джемиле родители отправили её к дяде в Грецию. В возрасте двух лет Джемиле вернулась в Германию. У Джемиле Юсуф есть брат. У Джемиле двойное гражданство — Германии и Греции.
После окончания школы в Леверкузене Джемиле училась в Боннском университете. С 2008 года работала в министерстве земли Северный Рейн-Вестфалия по делам семьи, женщин и интеграции.

### Политическая карьера
Во время учёбы в университете Джемиле активно участвовала в деятельности турецко-немецкого форума, организованного ХДС. В 2008 году она была избрана вице-председателем отделения турецко-немецкого форума в земле Северный Рейн-Вестфалия. Также Джемиле принимала активное участие в деятельности ещё нескольких местных организаций, а также администрации Аахена.
В 2013 году Юсуф была выдвинута кандидатом в Бундестаг. Она сумела одержать победу во внутрипартийных выборах, а затем победила на парламентских выборах: в одномандатном округе № 138 «Хаген — район Эннепе-Рур I» Юсуф заняла второе место (34,1 % голосов), уступив социал-демократу Рене Рёспелю (47,1 %), но в итоге всё же прошла в парламент по земельному списку ХДС. Она стала первой мусульманкой-членом ХДС, избранной в Бундестаг.